# Domenico Spadoni
Domenico Spadoni (Lugo, 7 giugno 1912 – Lugo, 11 luglio 1986) è stato un calciatore italiano, di ruolo attaccante.

## Biografia
Suo figlio Valerio è stato a sua volta un calciatore di Serie A.

## Carriera
In gioventù militò nel Baracca Lugo.
Nella stagione 1938-1939 partecipò alla sorprendente promozione in Serie B del Molinella, piccola compagine dell'hinterland bolognese.
Nei primi anni quaranta giocò con la maglia del Modena, collezionando 14 presenze nella Serie A 1941-1942, con un gol segnato nella sconfitta per 2-1 sul campo del Liguria.

## Palmarès

### Competizioni nazionali
- Campionato italiano Serie C: 1

Molinella: 1938-1939 (girone E)